# آلفرد کینتزله
آلفرد کینتزله (آلمانی: Alfred Kienzle; ۱ مهٔ ۱۹۱۳ – ۴ سپتامبر ۱۹۴۰) بازیکن واترپلو اهل آلمان بود.